# Epistemologija
Epistemologija (iz grčkoga επιστήμη - episteme, "znanje" + λόγος, "logos") ili teorija znanja je grana filozofije koja se bavi prirodom i dosegom znanja. Taj izraz je prvi uveo škotski filozof James Frederick Ferrier (1808. – 1864.).
Veliki dio rasprave na tom polju se usredotočio na analiziranje prirode znanja i kako ga ona povezuje sa sličnim pojmovima kao istina, vjerovanje i opravdanje. Bavi se i sredstvima proizvodnje znanja kao i skepticizmom o različitim tvrdnjama o znanju nečega. Epistemologija je proučavanje prirode znanja te opravdanosti i racionalnosti određenih vjerovanja ili uvjerenja. Mnoge debate u epistemologiji usredotočuju se na: (1) filozofsku analizu prirode znanja i kako se ona odnosi prema konceptima poput istine, uvjerenja, opravdanja, (2) razne probleme s kojima se skepticizam suočava, (3) izvore i razmjere znanja i uvjerenja, (4) kriterije za prihvaćanje znanja i opravdanost uvjerenja. Epistemologija se bavi pitanjima poput: "Što čini uvjerenja opravdanima?", "Što znači reći da nešto znamo ?", i posebno "Kako znamo da nešto znamo?".